# Fajum
Fajum (arabsko الفيوم‎ el-Fayyūm, sposojeno iz koptskega ̀Ⲫⲓⲟⲙ ali Ⲫⲓⲱⲙ Fiom ali Fiōm, to pa iz staroegipčanskega pꜣ ym , morje, jezero) je mesto v Srednjem Egiptu približno 100 km jugozahodno od Kaira. Fajum je glavno mesto guvernata (provinca) Fajum. V egipčanščini se je sprva imenoval Šedet. Grki so ga imenovali Κροκοδειλόπολις, Krokodilópolis, Rimljani pa Arsinoë. Je eno od najstarejših egiptovskih mest.

## Ime in etimologija
Fajum, Faijum ali El Faiyūm se je v preteklosti uradno imenoval Madīnet El Faiyūm (Mesto Faijum). Ime Fajum, ki ima več izgovarjav, se lahko nanaša tudi na Oazo Fajum, vendar se zdaj običajno uporablja samo za mesto.
Sodobno ime mesta izhaja iz koptskega Ⲫⲓⲟⲙ /Ⲡⲉⲓⲟⲙ epʰiom/peiom, ki pomeni morje ali jezero. Koptsko ime izhaja is poznoegipčanskega imena pꜣ-ymꜥ, ki ima enak pomen. 

## Staroveška zgodovina
Arheološke najdbe dokazujejo, da je bil Fajum naseljen že v kameni dobi.
V Starem Egiptu se je imenoval Šedet. V 10. stoletju je razlagalec Biblije Saadia Gaon menil, da je el-Fayyum istoveten s svetopisemskim Pitomom, omenjenim v Drugi Mojzesovi knjigi 1:11. Bil je najpomembnejše središče kulta krokodiljega boga Sobeka. Grki so ga zato imenovali Krokodilje mesto (Κροκοδειλόπολις, Krokodeilópolis). Mesto je častilo ukročenega krokodila Petsukosa, sina Sukosa, okrašenega z zlatim nakitom in dragimi kamni. Petsukos je živel v posebnem tempeljskem ribniku. Hranili so ga z živili, ki so jih zanj prinesli verniki. Ko je poginil, so za nadomestili z drugim krokodilom.
V Ptolemajskem kraljestvu se je mesto nekaj časa imenovalo Ptolemais Euergétis (koinsko grško Πτολεμαὶς Εὐεργέτις). Ptolemaj II. Filadelf (309–246 pr. n. št.) ga je po svoji sestri Arsinoji II. (316–270 ali 268 pr. n. št.) preimenoval v Arsinoë. Arsinoja II. je bila po smrti pobóžena kot del ptolemajskega kulta Aleksandra Velikega, uradnega kulta Ptolemajskega kraljestva.
Pod Rimljani je Arsinoë postala del province Arcadia Aegypti. Da bi jo razlikovali od drugih mest z enakim imenom, so jo imenovali Arsinoë v Arkadiji.
S prihodom krščanstva Je Arsinoja postala sedež škofije, sufragan Oksirinha, glavnega mesta province in sedeža metropolije. Michel Le Quien našteva imena več arsinojskih škofov, ki so bili skoraj vsi povezani s takšno ali drugačno herezijo.
Katoliška cerkev Arsinoje v Arkadiji ne šteje več za rezidenčno škofijo ampak za naslovni sedež.
V sasanidskem obdobju je bil Fajum sedež šahralanjozana, guvernerja sasanidskega Egipta (619–629).

## Portreti fajumskih mumij
Fajum je najdišče nekaj slavnih posmrtnih mask ali portretov mumij, naslikanih med rimsko zasedbo Egipta. Egipčani so svoje pokojne še naprej pokopavali po svojih starih običajih in jih niso kremirali kot Rimljani. V tem obdobju so začeli slikati njihove portrete na les s pigmentiranim voskom (enkavstika). Za potrete so sprva domnevali, da so portreti grških naseljencev v Egiptu. Sodobne študije so dokazale, da večina portetov predstavlja domačine. Portreti kažejo na kompleksno sintezo prevladujoče egipčanske kulture in kulture vladajoče manjšinske grške elite.

## Sodobno mesto
Fajum ina nekaj velikih bazarjev, mošej in javnih kopališč in zelo obiskano tedensko tržnico. Skozi mesto teče kanal Bahr Yussef. Preko njega vodita dva mostova, eden s tremi loki, na katerem sta glavna ulica in bazaar, in eden z dvema lokoma, čez katerega je zgrajena mošeja Qaitbay. Mošeja je darilo žene mameluškega sultana Fajuma. Središče mesta je na kanalu, na katerem so štiri simbolična vodna kolesa.
Ostanki Arsinoje so na gričih severno od Fajuma.

### Glavne znamenitosti
- Viseča mošeja, zgrajena v osmanskem obdobju
- arheološko najdišče Hawara (27 km iz mesta)
- lahunske piramide (4 km iz mesta)
- mošeja Qaitbay, ki jo je zgradila žema mameluškega sultana  Qaitbaya
- Vadi Elrayan ali Vadi Rayan, največji slapovi v Egiptu (27 km iz mesta)
- Vadi Al-Hitan ali Dolina kitov, paleontološko najdišče (koli 150 km jugozahodno od Kaira), del Unescove svetovne dediščine

## Podnebje
Po Köppnovi podnebni klasifikaciji ima Fajum vroče puščavsko podnebje (BWh).
Najvišja dokumentirana temperatura je bila 46 °C (izmerjena 13. junija 1965), najnižja pa 2 °C (izmerjena 8. januarja 1966).
| Podnebni podatki za Fajum       | Podnebni podatki za Fajum | Podnebni podatki za Fajum | Podnebni podatki za Fajum | Podnebni podatki za Fajum | Podnebni podatki za Fajum | Podnebni podatki za Fajum | Podnebni podatki za Fajum | Podnebni podatki za Fajum | Podnebni podatki za Fajum | Podnebni podatki za Fajum | Podnebni podatki za Fajum | Podnebni podatki za Fajum | Podnebni podatki za Fajum |
| Mesec                           | Jan                       | Feb                       | Mar                       | Apr                       | Maj                       | Jun                       | Jul                       | Avg                       | Sep                       | Okt                       | Nov                       | Dec                       | Letno                     |
| ------------------------------- | ------------------------- | ------------------------- | ------------------------- | ------------------------- | ------------------------- | ------------------------- | ------------------------- | ------------------------- | ------------------------- | ------------------------- | ------------------------- | ------------------------- | ------------------------- |
| Rekordno visoka temperatura °C  | 28                        | 30                        | 36                        | 41                        | 43                        | 46                        | 41                        | 43                        | 39                        | 40                        | 36                        | 30                        | 46                        |
| Povprečna visoka temperatura °C | 18.9                      | 20.9                      | 24.1                      | 29                        | 33.6                      | 35.5                      | 36.1                      | 35.8                      | 33.2                      | 30.7                      | 25.7                      | 20.4                      | 28.7                      |
| Povprečna dnevna temperatura °C | 11.6                      | 13.2                      | 16.1                      | 20.4                      | 24.9                      | 27.1                      | 28.2                      | 28.1                      | 25.7                      | 23.1                      | 18.6                      | 13.5                      | 20.9                      |
| Povprečna nizka temperatura °C  | 4.3                       | 5.5                       | 8.2                       | 11.8                      | 16.3                      | 18.8                      | 20.3                      | 20.4                      | 18.2                      | 15.6                      | 11.6                      | 6.6                       | 13.1                      |
| Rekordno nizka temperatura °C   | 2                         | 4                         | 5                         | 8                         | 11                        | 16                        | 13                        | 13                        | 10                        | 11                        | 4                         | 4                         | 2                         |
| Povprečna količina padavin mm   | 1                         | 1                         | 1                         | 1                         | 0                         | 0                         | 0                         | 0                         | 0                         | 0                         | 1                         | 2                         | 7                         |
| Vir 1: Climate-Data.org         |                           |                           |                           |                           |                           |                           |                           |                           |                           |                           |                           |                           |                           |
| Vir 2: Voodoo Skies             |                           |                           |                           |                           |                           |                           |                           |                           |                           |                           |                           |                           |                           |

## Galerija
- Palača Qarun
- Tempelj
- Okostje kita na vrhu peščenega griča v Vadi Al-Hitan (Dolina kitov) pri Fajumu
- Fajumska vodna kolesa